# M-15 (Pakistan)

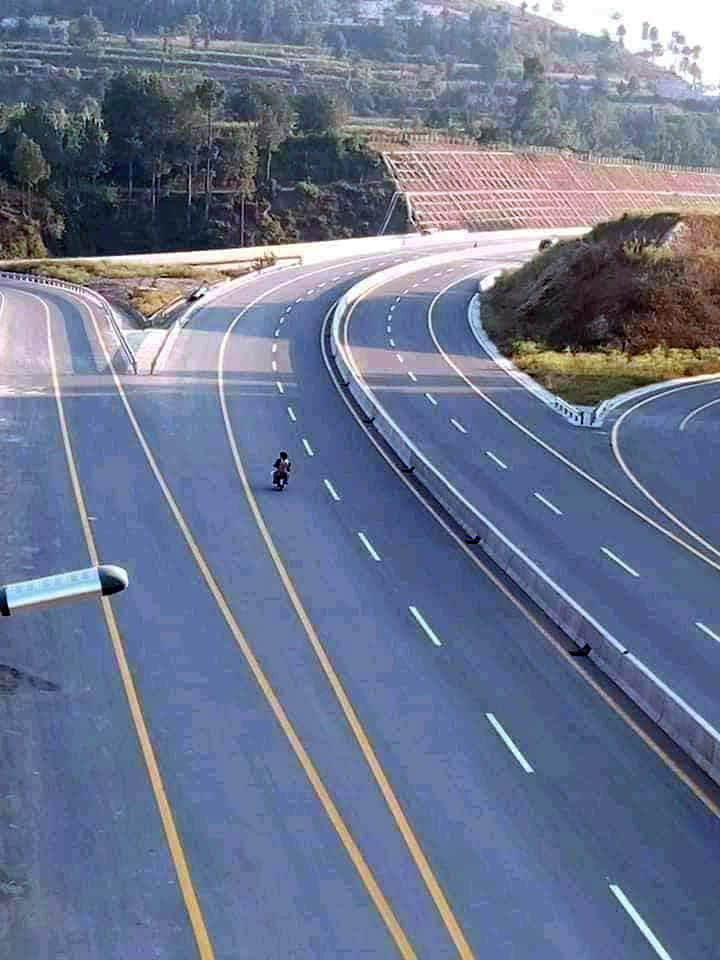
De M-15

De M-15 of Hazara Motorway (Urdu: ہزارہ موٹروے, Pasjtoe: د هزاره موټروې) is een autosnelweg in Pakistan. De M-15 verbindt Hassan Abdal met Thakot over een afstand van 180 kilometer. De snelweg werd geopend in 2020.
M-1 ·
M-2 ·
M-3 ·
M-4 ·
M-5 ·
M-6 ·
M-7 ·
M-8 ·
M-9 ·
M-10 ·
M-11 ·
M-12 ·
M-13 ·
M-14 ·
M-15 ·
M-16 ·
L-20